# 四次函數

一个四次函数的图像

在数学中，四次函数（英文：quartic function 或 functions of degree 4）表示形为{\displaystyle f(x)=ax^{4}+bx^{3}+cx^{2}+dx+e}(a≠0且a，b，c，d，e是常数)的多项式函数。
四次函数表达式{\displaystyle ax^{4}+bx^{3}+cx^{2}+dx+e}的定义是一个四次多项式，因为x的最高次数是4。
如果令四次函数的值等于零，则可得一个四次方程。该方程的解称为方程的根或函数的零点。